# Sukob simbola (Krišto)
Sukob simbola - politika, vjere i ideologije u Nezavisnoj Državi Hrvatskoj knjiga je hrvatskog povjesničara Jure Krište. Objavljena je 2001. godine u Zagrebu.

## Povijest
Knjiga je drugo izdanje Krištine knjige Katolička crkva i Nezavisna Država Hrvatska : 1941. - 1945. objavljene 1998. godine.

## Sadržaj
U knjizi autor opisuje društvenu i političku ulogu Katoličke crkve u Hrvatskoj, s naglaskom na razdoblje početka i sredine dvadesetog stoljeća. Bavi se i pitanjem vjerskih prelaza te sudbinom pravoslavnih, židovskih i islamskih vjernika za vrijeme Nezavisne Države Hrvatske. Knjiga sadrži predgovor i 10 poglavlja. Dodani su sažetak na engleskom, izabrana bibliografija i kazalo imena.
Poglavlja:
1. Uspostava Nezavisne Države Hrvatske
2. Katolička crkvena hijerahija i Nezavisna Država Hrvatska
3. Pravoslavno stanovništvo u NDH
4. Vjerski prijelazi u NDH
5. Hrvatska pravoslavna crkva
6. Židovi u NDH
7. Bosanskohercegovački muslimani u NDH
8. Politički problemi Nezavisne države Hrvatske
9. Propast NDH
10. Zaključak